# 岡村真美子
岡村真美子（1984年1月26日—），Weather Map公司所屬的氣象預報員，也是一名鋼琴家。

## 人物
1984年1月26日出生，成長於日本山梨縣甲府市，血型A型。小時候，因為擅長長笛的母親影響，使她時常接觸音樂，兩歲開始彈鋼琴，三歲就想參加音樂教室。高校時期就讀山梨縣立甲府第一高等學校，大學則在國立音樂大學音樂學部器樂學科（鋼琴專攻），向有賀惠、三木香代等人學習。2006年，為了參加讀賣新聞新人演奏會，大學畢業後與靜岡放送簽約，參與數個天氣播報的節目。
身高155公分（本人未發表，並非準確資料）。

## 參與節目

### 目前參與節目
- NHK7點新聞（NHK總合）

星期六、星期日負責（2011年4月9日〜2012年4月1日、2014年10月4日〜2014年12月21日）
星期一至星期五負責（2012年4月2日〜2014年9月26日）

### 過去參與節目
自2009年4月到2011年3月期間，與靜岡放送（SBS、TBS系列）有合約關係。
- SBSイブニングeye（靜岡放送，星期一到星期五16:45）
- 得する天気[4]（靜岡放送，星期二到星期四21:54）
- えなりかずき!そらナビ（中部日本放送，負責在靜岡連線播報）
- みのもんたの朝ズバッ!（TBS電視台，2010年））[5]

除此之外，TBS系列每年元旦節目「初日の出特番」也在靜岡連線。節目「静岡発!そこ知り」（靜岡放送）也曾亮相。

## 廣告
- NTT DOCOMO資訊型廣告（僅靜岡放送播放，至2011年3月止）

## 外部連結
- ウェザーマップ気象予報士でのプロフィール 岡村真美子 （页面存档备份，存于）
- ピアニスト・岡村真美子のホームページ
- 公式ブログ：気象予報士・岡村真美子のみゃみろ～ぐ
- 岡村真美子的X（前Twitter）
- ニュース７ブログ:NHKブログ | 岡村真美子